# Tom Williams (ijshockeyspeler)
Thomas Mark (Tommy) Williams  (Duluth (Minnesota), 17 april 1940 - Marlborough (Massachusetts), 8 februari 1992) was een Amerikaans ijshockeyer.
Tijdens de Olympische Winterspelen 1960 in eigen land won Williams samen met zijn ploeggenoten de gouden medaille. Dit was de eerste keer dat de Amerikaanse ploeg olympisch goud won bij het ijshockey.